# عملية الحارس الشخصي
عملية الحارس الشخصي (بالإنجليزية: Operation Bodyguard)‏ هي الاسم الرمزي لخطة الخداع التي استخدمتها دول الحُلفاء خلال الحرب العالمية الثانية قبل غزو شمال غرب أوروبا عام 1944. هدفت الخطة إِلى تضليل القيادة العليا الألمانية بزمن الغزو ومكانه. وشملت العديد من العمليات الفرعية، التي اختتمت بالمُفاجأة التكتيكية، حين أُخذ الألمان على حين غرة خلال إِنزال النورماندي في 6 يونيو 1944، المعروف باسم اليوم-دي، وعرقلت وصول التعزيزات الألمانية إِلى المنطقة لبعض الوقت لاحقًا.
في عام 1944، كانت الدفاعات الألمانية مُمتدة على طول ساحل شمال غرب أوروبا، حيث استعد النازيون للدفاع عنه. كان الحُلفاء قد نفذوا بالفعل عمليات خداع ضد الألمان، ويرجع هذا بفضل الإمساك بكل عملاء الألمان في المملكة المتحدة وفك التشفير بانتظام لجهاز الاتصالات الألمانية أنيجما. وبمجرد اختيار النورماندي كمكان لوقوع الغزو، تقرر محاولة إِيهام الألمان بأن النورماندي مجرد مكان مضلل وأن الإِنزال الحقيقي سيكون في مكان آخر.
بدأ التخطيط لعملية الحارس الشخصي في عام 1943 تحت إِشراف قسم مُراقبة لندن، حيث قدمت مُسودة إستراتيجية باسم الخطة ياعيل، إِلى القيادة العليا للحلفاء خلال مؤتمر طهران في أواخر نوفمبر وصُدِّق عليها في 6 ديسمبر. كان الهدف من هذه الخطة هو دفع الألمان للاعتقاد أن غزو شمال غرب أوروبا سيأتي متأخرًا عن الوقت الذي خطط له وأن الهجوم سيحدث في مكان آخر، مثل كاليه أو البلقان أو جنوب فرنسا أو النرويج أو حدوث هجوم سوفيتي على بلغاريا وشمال النرويج.
نَجحت عملية الحارس الشخصي في مُفاجأة الألمان بإِنزال النورماندي. وظهرت نتائج الخداع لاحقًا إذ صدَّق هتلر أن إنزال النورماندي كان تضليلًا مما جعله يُؤخر إِرسال التعزيزات العسكرية من منطقة ممر كاليه إِلى النورماندي لقرابة سبعة أسابيع، حيث كانت الخطة الأصلية تُحدد أربعة عشر يومًا.

## خلفية تاريخية

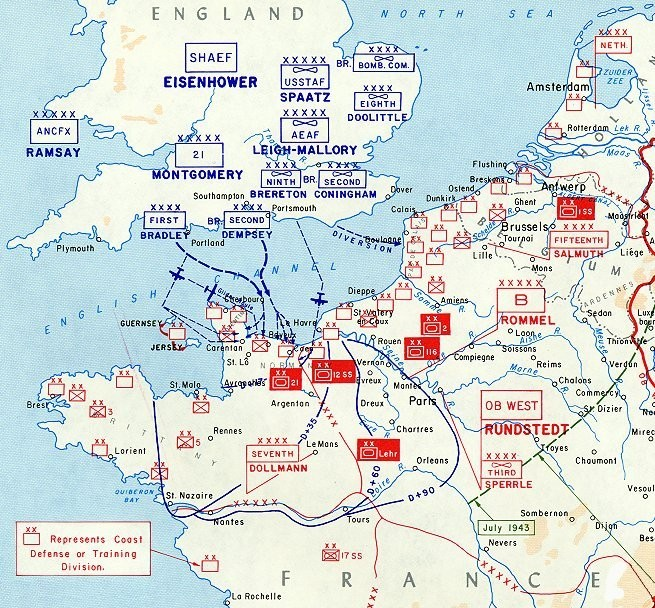
ترتيبات القوات الألمانية في فرنسا في يونيو 1944.

خلال الحرب العالمية الثانية، وقبل عملية الحارس الشخصي استخدم الحُلفاء أسلوب الخداع العسكري بشكل كبير مُطورين بذلك العديد من التقنيات والنظريات. كان العاملان الأساسيان بهذا المجال آنذاك قسم القوة أ المُتقدمة، وهو قسم لعمليات الخداع أنُشئ خلال الحرب العالمية الثانية عام 1940 تحت إدارة دادلي كلارك، وقسم مُراقبة لندن، الذي اعتُمد عام 1942 تحت رقابة جون بيفان.
في تلك المرحلة من الحرب، لم تكن عمليات التجسس للحلفاء والألمان مُتطابقة بشكل كبير. خلال عمليات التشفير في حديقة بلتشلي، تعرضت العديد من اتصالات الخطوط الألمانية للاعتراض والتشفير، فيما أطلق عليه الاسم الرمزي العملية ألترا، بحيث حصل الحُلفاء على رؤى حول مدى فعالية عمليات خداعهم. وفي أوروبا، حصل الحُلفاء على معلومات استخباراتية جيدة من خلال حركات المُقاومة والاستطلاع الجوي. وبشكل متوازٍ، قُبض على معظم الجواسيس الألمان الذين أُرسلوا إلى بريطانيا أو سلموا أنفسهم ليُصبحوا عملاء مُزدوجين، وفق نظام مُكافحة التجسس. كان بعض هؤلاء العُملاء المُشتبه بهم موثوقين لدى الجانب الألماني بشكل كبير، حيث توقفت المُخابرات الألمانية عن إِرسال عُملاء جدد في عام 1944. ضمن السياسة الداخلية لهيكل القيادة الألمانية، كانت الشكوك وسوء الإدراة تجعل من جمع المعلومات الاستخباراتية تأثيرًا محدودًا.
في عام 1943، كان هتلر يُحصن الساحل الغربي لأوروبا بالكامل، دون دراية واضحة منه بالمكان الذي قد يقع فيه هُجوم الحُلفاء. كان تفكيره التكتيكي يقضى بالدفاع طوال فترة الهجوم والاعتماد على التعزيزات للرد بسرعة على أي إنزال عسكري. وفي فرنسا نشر الألمان مجموعتي جيوش، إحداهما مجموعة الجيوش ب، نُشرت لحماية الساحل، وانقسمت إلى الجيش الخامس عشر الذي يُغطي منطقة ممر كاليه والجيش السابع الرابض في النورماندي. وعقب قرار تأجيل الغزو، أو ما يُعرف بعملية أوفرلورد، وحتى عام 1944، أجرى الحُلفاء سلسلة من عمليات الخداع كان الهدف منها خلق تهديد بغزو النرويج وفرنسا، منها عملية الشريط، التي كانت مُعدة لإرباك القيادة العليا الألمانية بخصوص فهم نوايا الحُلفاء، واستدراج الألمان إلى معارك جوية عبر القنال الإنجليزي، وعملية هاردبويلد، التي كانت خطة مُبكرة لإقناع الألمان بأن غزو النرويج بات وشيكًا. وفي هذا الصدد، لم تُحقق عملية الشريط نجاحا يُذكر، حيث استجاب الألمان بالكاد إلى قوة غزو مُزيفة عبرت القناة، عائدين بمسافة ما إلى الوراء قبل الوصول إلى هدفهم.

### الخطة ياعيل

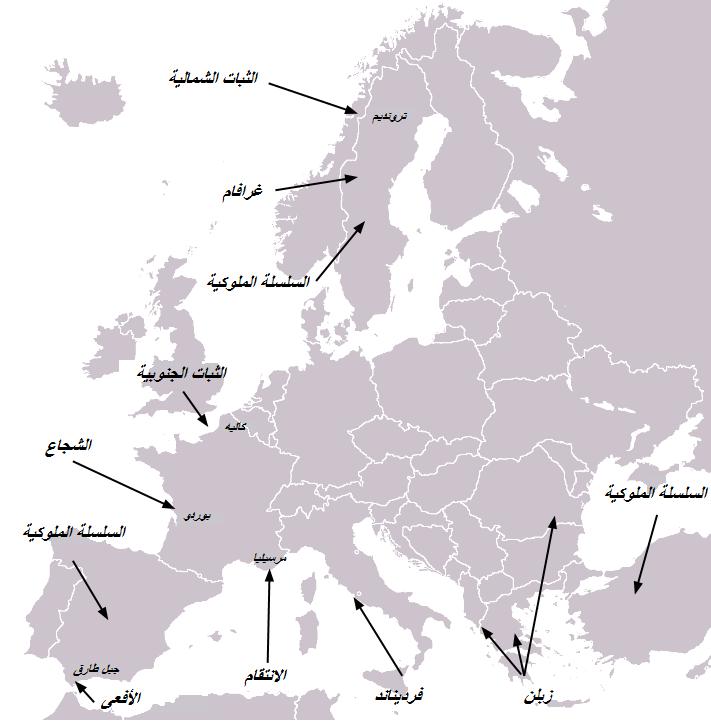
خريطة تُوضح أهداف جميع الخطط التابعة لعملية الحارس الشخصي.

بدأ التخطيط لعملية الحارس الشخصي حتى قبل تنفيذ عملية الشريط بالكامل، عقب قرار اختيار نورماندي كمكان لموقع الغزو القادم. بدأت الأقسام المسؤولة عن عمليات الخداع،  وعمليات ب، وهي قسم تخطيط لعمليات الخداع بالمملكة المتحدة، التابع لرئيس أركان القائد الأعلى لقوات الحُلفاء وقسم ُمراقبة لندن في مُعالجة مُشكلة تحقيق مُفاجأة تكتيكية تسبق عملية الإنزال، فأصدروا مُسودة بعنوان الأفكار المبدئية في 14 يوليو 1944 مُحدِّدَة للكثير من المفاهيم التي شكلت لاحقًا خطة الحارس الشخصي. وبالرغم من أن عملية الشريط حققت نجاحاً محدوداً، فإن القيادة العليا للحلفاء كانت مُتشككة في نجاح أي خطة تضليل جديدة.
وفي أغسطس، قدم العقيد جون هنرى بيفان، مدير قسم مُراقبة لندن مسودة خطة بالاسم الرمزي ياعيل، في إشارة إلى إحدى بطلات العهد القديم التي قَتلت قائد الأعداء عن طريق المكيدة، في مُحاولة لخداع الألمان بجعلهم يعتقدوا أن الحُلفاء أجلوا تاريخ الغزو لعام آخر، وبدلًا من ذلك سيركزوا على مسرح عمليات البلقان والقصف الجوي على ألمانيا وحتى عام 1944، لاقت الخطة قبولًا مُتفاوتًا من القيادة العليا للحلفاء. وبحلول شهر أكتوبر أجل الحُلفاء اتخاذ قرار بشأن المسودة إلى ما بعد مُؤتمر طهران، بشهر لاحق.
في ذلك الوقت، كان رئيس أركان القائد الأعلى لقوات الحُلفاء يعمل على خطته الخاصة لتضليل الألمان تحت اسم الملحق واي التابع لخطة عملية أوفرلورد. خرجت تلك الخطة والمعروفة أيضًا باسم السيل في أوائل سبتمبر في مقر رئيس أركان القائد الأعلى لقوات الحُلفاء، حيث ظهرت كنموذج حي لهُجوم مُخادع على منطقة كاليه بفترة قصيرة قبل اليوم الفعلي لهجوم اليوم دي، وتشكلت نهائيًا عقب فشل مُخطط مُماثل خلال عملية الشريط إلى خُطة لصرف الانتباه عن بناء القوات في جنوب غرب إنجلترا. مثل هذه الأفكار المُبدئية، والتي شكلت لاحقًا عملية الحارس الشخصي جعلت الألمان يتوقعون هُجومًا مُتماشيًا مع جوهر الخطة الذي يقضي بتضليل العدو بوقت الهُجوم ومكانه المُحدد وتأخير العدو عندما يقع الهجوم.

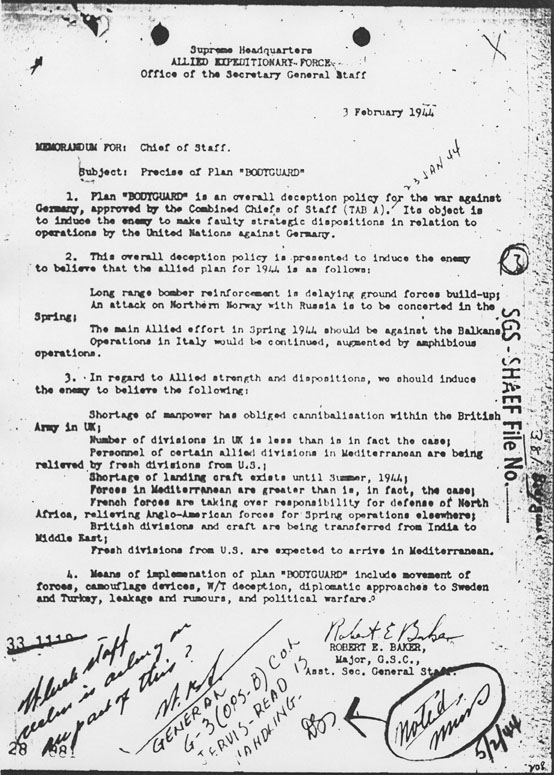
مُذكرة بشأن أعدتها القيادة العليا للقوات المتحالفة لقوات الحملة (شافي) في فبراير 1944.

خلال شهري نوفمبر وديسمبر لعام 1943، اجتمع قادة الحُلفاء مرتين، الأولى في القاهرة من يوم 23 إلى 27 نوفمبر، والثانية في طهران من يوم 28 نوفمبر إلى 1 ديسمبر لاتخاذ قرار بشأن الإستراتيجية المُتبعة للعام التالي، وحضر بيفان مؤتمر طهران وحصل على التعليمات النهائية بحلول السادس من ديسمبر. متبوعة بآخر تفاصيل عملية أوفرلورد، وبعدها عاد إلى لندن لاستكمال المُسودة. وبحلول يوم عيد الميلاد عام 1943 كانت قيادة الحُلفاء قد وافقت على عملية الخداع الإستراتيجي والتي أصبح اسمها الحارس الشخصي. واقُتبس الاسم الجديد من إحدى جمل وينستون تشرشل لجوزيف ستالين خلال مؤتمر طهران: «في وقت الحرب، الحقيقة ثمينة للغاية بما يتوجب حمايتها دائمًا بحارس شخصي يحرسها من الأكاذيب».

### التخطيط المبكر عام 1944
كانت أهداف عملية الحارس الشخصي هي خداع العدو بالتوقيت، وحجم واتجاه غزو الحُلفاء لفرنسا. كان للعملية ثلاثة أهداف رئيسية: جعل ممر كاليه الهدف الأساسي للهجوم وتزييف التاريخ الفعلي لوقت الهُجوم وعرقلة وُصول التعزيزات الألمانية في ممر كاليه وأجزاء أخرى في أوروبا لمدة أربعة عشر يومًا لما بعد الإنزال. حددت العملية سيناريو مُفصل بشأن عمليات الخداع التي ستُحاول تضليل الألمان. ومنها جعلهم يظنون أن الحُلفاء يعتقدوا بأن القصف الجوي وسيلة فعالة لكسب الحرب، ولهذا بدأوا بالتركيز على بناء أساطيل القاذفات عام 1944. ومن ثم حددت العملية أماكن مُضللة للهجوم عبر الساحل الأوروبي كله، بما في ذلك النرويج، وفرنسا والبحر المتوسط. وفي يناير، بدأ المخططون في الانخراط أكثر في تفاصيل عملية الحارس الشخصي، بإنتاج عمليات فرعية للتغطية على كل هجوم مُزيف ومكانه.
وقع تنفيذ المهمة على عاتق قسمين رئيسيين، قسم القوة (أ) تحت إدارة دادلي كلارك، والذي حقق نجاحًا سابقًا في مسرح عمليات البحر المتوسط. أما في أوروبا، انتقلت المسؤولية بعيدًا عن قسم مراقبة لندن، الذي قام بدور التنسيق. وقبل تعيين إيزنهاور كقائد أعلى لقوات استطلاع الحُلفاء، خضع كل التخطيط لعملية أوفرلورد لرئيس هيئة أركان قوات الحُلفاء فردريك إي مورجان. وخلال فترة رئاسته، تلقى قسم عمليات ب موارد محدودة، تاركًا مُعظم التخطيط في مُتناول قسم مُراقبة لندن بشكل كبير. ومع وصول إيزنهاور، توسعت مكانة قسم عمليات ب وعُين نائب دادلي كلارك لقسم القوة (أ) نويل ويلد رئيسًا له. وبفضل هذه المصادر الجديدة، أصبح في مقدور القسم تنفيذ الجزء الأكبر من عملية الحارس الشخصي: عملية الثبات.

## الجبهة الغربية

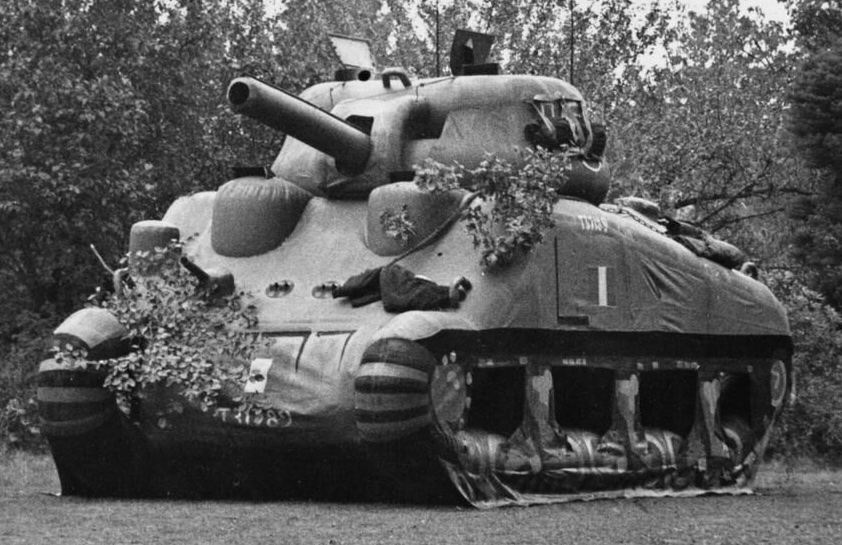
استخدمت الدبابات القابلة للنفخ أو دبابات الدُمى أثناء ، وهي واحدة من العمليات الثلاث الرئيسية التي شكلت عملية.

ركزت عملية الحارس الشخصي على التشويش عند حدوث إنزال النورماندي الوشيك، والمُخطط له ربيع/ صيف عام 1944، حيث ركزت الجهود الرئيسية حول الجبهة الغربية. ولهذا خُطط لإنشاء عملية الثبات، بناءً على نتائج عملية الشريط السابقة، والتي وضعت خطة غزو الحُلفاء الوهمية بأكملها ضد أهداف في فرنسا والنرويج. كان هدف العملية الرئيسي هو استخدام تقنيات تضليل مُتباينة، والمبالغة في تقدير حجم قوات الحُلفاء في بريطانيا حتى أوائل عام 1944، مما يُمكنها من خلق تهديدات بغزو أهداف مُتعددة في وقت واحد.

### عملية الثبات

شارة مجموعة الجيش الأول الأمريكي الوهمي

بالنسبة لسيناريو عملية الثبات، انتوى الحُلفاء غزو كل من النرويج وممر كاليه باستخدام تقنيات مُماثلة لعملية الشريط التي جرت عام 1943، حيث الجيوش الميدانية الوهمية والعمليات الوهمية مع المعلومات المُزيفة أو المُسربة. وكانت الغاية زيادة الحجم الظاهر لقوات الحُلفاء لجعل هجوم واسع النطاق يبدو مُمكنًا. وللإبقاء على الخطة مُنظمة، قسمت إلى عمليتين رئيسيتين، لكلا منهما العديد من الخطط الفرعية، عملية الثبات الشمالية والجنوبية.
استهدفت عملية الثبات الشمالية القوات الألمانية في إسكندنافيا واعتمدت على وجود الجيش الرابع البريطاني الوهمي، ومقره في إدنبرة، والذي استُحدث في العام السابق، كجزء من عملية الشريط للتهديد بغزو النرويج والإبقاء على فرق العدو المُتمركزة هناك في حالة تأهب. اختلق الحُلفاء وجود هذا الجيش الوهمي من خلال بث الإذاعة المُزيف، عملية سكاي، وعن طريق التسريبات عبر العُملاء المُزدوجين.
استخدمت عملية الثبات الجنوبية خداعًا مُماثلًا في جنوب إنجلترا، مُهددة بغزو ممر كاليه من قِبل مجموعة الجيش الأول الأمريكي الوهمي بقيادة الجنرال الأمريكي جورج باتون. ولأن فرنسا كانت جوهر خطة الحارس الشخصي كخيار منطقي للغزو، كان على القيادة العليا للحُلفاء تضليل الدفاعات الألمانية في منطقة جغرافية صغيرة جدًا؛ بحيث أظهرت منطقة ممر كاليه مزايا لموقع مُميز للغزو، مثل أقصر طريق لعبور القناة الإنجليزية وأسرع طريق للوصول إلى ألمانيا. ونظرًا لكون باتون يحظى بتقدير القيادة الألمانية، وخاصة رومل، فقد اتُخذت خطوات لتحصين هذه المنطقة الساحلية بشكل كبير. وحينها قرر الحُلفاء تضخيم هذا الاعتقاد بأن الإنزال الحقيقي سيحدُث عند كاليه. كان الجنرال برنارد مونتغمري، قائد قوات إنزال الحُلفاء، يعلم أن الجانب الحاسم لأي غزو هو القدرة على بناء رأس جسر على طول جبهة كاملة. كان لديه أيضًا فرق محدودة فقط في قيادته، 37 مُقارنة مع حوالي 60 من التشكيلات الألمانية. كانت الأهداف الرئيسية لعملية الثبات الجنوبية الإيحاء بوجود قوة غزو أكبر مما يُعتقد، مُتمثلة في الجيش الأول الأمريكي الوهمي في جنوب شرق إنجلترا، وذلك لتحقيق المُفاجأة التكتيكية لإنزال النورماندي، بحيث عندما يقع الغزو، يظن الألمان أنه هُجوم مُضلل وأن الإنزال الحقيقي سيقع عند كاليه.

### عملية الشجاع
بينما مثلت عملية الثبات العنصر الرئيسي لعملية الحارس الشخصي لدعم إنزال النورماندي، أضيفت عدة خُطط أصغر لتسهيل الصورة الكبيرة المُعقدة، أكبرها كان عملية الشجاع على الجبهة الغربية. فقد أشارت الاتصالات التي تم اعتراضها خلال يناير 1944 إلى أن القيادة العليا الألمانية خشيت إمكانية حدوث إنزال عسكري على طول خليج بسكاي، ولا سيما بالقرب من بوردو. وفي الشهر التالي، أمرت بتنفيذ مُناورات مُضادة للغزو في المنطقة. وللعب على هذه المخاوف، نفذ الحُلفاء عملية الشجاع. كانت حبكة العملية تقضي بأن تُبحر فرقتان من المملكة المتحدة وتنزل عند مصب نهر غارون بعد عشرة أيام من يوم الغزو الفعلي اليوم دي. وبعد إنشاء رأس جسر ساحلي، تنضم إليهما ست فرق أخرى مُباشرة من الولايات المتحدة. بعدها تستولى هذه القوة على بوردو قبل الاتصال بالقوات المُفترض وصولها من جنوب فرنسا، تحت خطة خداع أخرى، باسم عملية الثأر.
كان العملاء المُزدوجون هم الذين نفذوا عملية الشجاع كليًا، وعلى وجه التحديد تايت وبرونكس وجاربو. ولأن لجنة العشرين، المسؤولة عن عمليات مُكافحة التجسس والخداع التي تقوم بها المُخابرات العسكرية البريطانية، كانت حذرة بشأن مدى معقولية القصة، فلم تُروج لها بشدة من خلال عُملائها، وذلك بإيصال رسائل غير مُتيقن من صحتها إلى مسؤوليهم الألمان. هذا، بالإضافة إلى إنه في الحقيقة كانت بوردو هدفًا غير قابل للتصديق، حيث كان موقع الهبوط بعيد عن نطاق الغطاء الجوي للمملكة المُتحدة، بمعنى أن الألمان انتبهوا إلى القليل جدًا من الإشاعات، بل وذهب بهم الأمر بعيدًا للاحتمال بوصف بوردو كمكان لعملية خداع مُحتملة. وبالرغم من ذلك، واصلت وكالة استخبارات الألمان (أبفير) سؤال عُملائها فيما يتعلق بعمليات الإنزال حتى أوائل يونيو، وبعد يوم الهجوم الفعلي، اليوم دي، ظل الألمان على حالة التأهب في المنطقة. وكانت عملية ميداس واحدة من أحاجي الخداع، حيث شهدت خداع أبفير لإرسال الأموال لدعم عملائها في بريطانيا. وبما أن هؤلاء كانوا عُملاء مُزدوجين خاضعين للسيطرة البريطانية، كان لهذه العملية أثرًا غريبًا في جعل الألمان يدفعون مُقابل عمليات الاستخبارات البريطانية.

## الضغط السياسي
كانت إحدى الأساليب المُتكررة لعملية الحارس الشخصي هي استخدام الخداع السياسي. كان لدى بيفان مخاوف بشأن مدى تأثير الخداع المادي واللاسلكي. في أوائل عام 1944، اقترح خطة الخداع السياسي كلياً باسم العملية جرافام كوسيلة لتعزيز عناصر خطة الحارس الشخصي. وسع رونالد وينجيت هذه الأفكار لإنشاء عملية أكبر، وهي عملية الحمية الملكية بعد بضعة أشهر. وعلى الرغم من قلة المكاسب من خلال التعاون مع الحكومات المُستهدفة، إلا أن عملية جرافام أثرت على تفكير القادة الألمان ودفعتهم نحو قبول النواحي الأخرى لخطة الحارس الشخصي. وبالرغم من ذلك، كانت عملية الحمية الملكية أقل نجاحًا، ففي تقرير للمُخابرات الألمانية، وصفت الدول المُستهدفة من عملية جرافام بأنها «مراكز خداع صريحة»، لتُصبح آخر مُحاولة سياسية جارية كجزء من عملية الحارس الشخصي.

### عملية غرافام
كان الهدف السياسي لعملية غرافام هو السويد، بينما هدفها الرئيسي هو دعم أهداف عملية الثبات الشمالية. كان المقصود به ضمنيًا هو أن يبني الحُلفاء روابط سياسية مع السويد، استعدادًا للغزو القادم للنرويج. شملت العملية اجتماعات بين العديد من المسؤولين البريطانيين والسويديين وكذلك شراء الأوراق المالية النرويجية واستخدام عملاء مُزدوجين لنشر الشائعات. خلال الحرب العالمية الثانية، كانت السويد على الحياد، وكان من المأمول أنه إذا اقتنعت الحكومة السويدية  بغزو الحُلفاء الوشيك للنرويج، فإن ذلك سوف يتسرب إلى المخابرات الألمانية.
بدأ التخطيط للعملية في فبراير 1944. كان بيفان يشعر بالقلق من أن عملية الثبات الشمالية لم تكن كافية لخلق تهديد بغزو النرويج، ولذلك اقُترح عملية غرافام كإجراء إضافي. وعلى نقيض العمليات الفرعية للحارس الشخصي، فقد خطط ونفذ البريطانيون هذه العملية، دون تدخل أمريكي. وكان تصور عملية غرافام امتدادًا للضغط القائم الذي كان الحُلفاء ينشدونه من السويد لإنهاء موقفهم المُحايد ومن أمثلة ذلك طلبات إنهاء تصدير حاملات الكريات، أحد المُكونات المُهمة في المُعدات العسكرية، إلى ألمانيا. وبزيادة هذا الضغط مع طلبات أخرى مُضللة، أمل بيفان في إقناع الألمان بأن السويد تستعد للانضمام إلى جانب الحُلفاء.
كان تأثير غرافام محدودًا. فقد وافقت حكومة السويد على عدد قليل من التنازلات المرجوة خلال الاجتماعات، وكان هناك قلة من المسؤولين رفيعي المستوى على اقتناع بأن الحُلفاء سيغزون النرويج. وبشكل عام، فإن تأثير عمليتي غرافام والثبات الشمالية على الإستراتيجية الألمانية تجاه إسكندنافيا هو موضع جدل.

### عملية السلسلة الملوكية
اقُترحت عملية السلسلة الملوكية في أبريل عام 1944 ونفذها رونالد وينجيت مسؤول مكتب مُراقبة لندن في يونيو من نفس العام. ونتيجة لاقتراب تنفيذ عملية غرافام، أمل وينجيت في دعم خطط تضليل أخرى للحارس الشخصي في المسرح الغربي والمُتوسط من خلال تقديم عروض سياسية إلى السويد وإسبانيا وتركيا، بحيث تُصبح العملية مُكملة لعملية غرافام في السويد، وذلك من خلال مُطالبة تلك الدول عبر سفراء المملكة المُتحدة والولايات المُتحدة وروسيا بعدم السماح للألمان بالنفاذ إليها بعد غزو الحُلفاء للنرويج.

## مسرح عمليات البحر المتوسط
بخروج عملية الحارس الشخصي عن نطاق إدارة لندن، تولت القوة (أ) التنفيذ المحلي لمناطق عمليات البحر المتوسط. وبحلول هذا الوقت، قَسَّم كلارك الفريق إلى عدة قطاعات، بين مصر وإيطاليا، مُشتركة في مسؤولية الخداع الإستراتيجي أو التكتيكي. منذ البداية، ركزت عملية الحارس الشخصي على أبعاد عملية الثبات التي تطورت على الجبهة الغربية. كان المقصود من تلك التصورات المُخططة في البحر المتوسط أن تُقيد قوات العدو من خلال خلق تهديدات تبدُو واقعية بالقدر الكافي. في أواخر عام 1943، فتح الحُلفاء جبهة في إيطاليا، وعقب الإنزال في النورماندي عام 1944، عاد التركيز إلى البحر الأبيض المتوسط حيث نُوقش فتح جبهة أخرى. في نهاية المطاف، كان لا بد من مُلائمة عمليات الخداع مع خطط غزو الحُلفاء الجديدة، مُشتملة على خلق تهديدات لأول مكان حددته العمليات الأولى كهدف.

### عملية زبلن

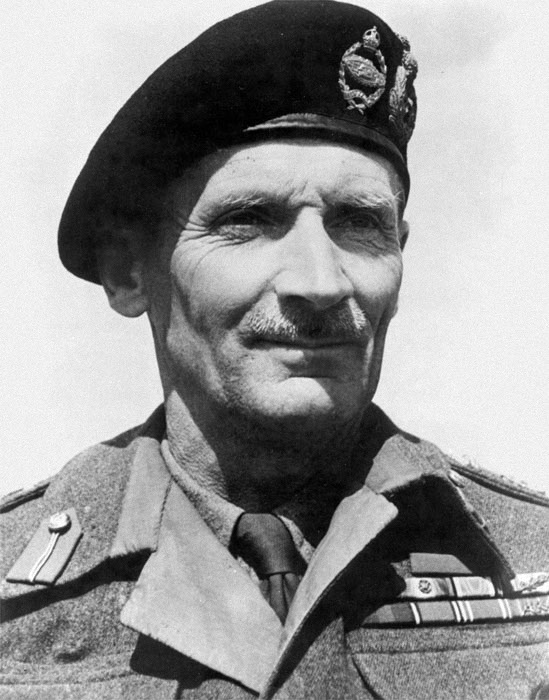
برنارد مونتغمري أحد قادة الحُلفاء في معركة النورماندي لمًواجهة القوات النازية والتقدم نحو برلين.

عملية زبلن هي عملية مُكافئة لعملية الثبات، حيث جرت في منطقة حوض البحر المتوسط، وهدفت إلى إعاقة القوات الألمانية في المنطقة من خلال الإيحاء بإنزال عسكري في منطقة البلقان، وبخاصةً في كريت أو رومانيا. نُفذت عملية زبلن على خمس مراحل بين فبراير ويوليو عام 1944. وقد طورت القصة وراء كل مرحلة تهديدات غزو مُختلفة ضد اليونان وألبانيا وكرواتيا وتركيا وبلغاريا وفرنسا. واستخدمت القوة (أ) تكتيكات مُماثلة سابقة، مُحاكيةً لوجود الجيش التاسع والعاشر والثاني عشر في مصر من خلال التدريبات والبث اللاسلكي. وبالرغم من اعتقاد القيادة العليا الألمانية أن هذه القوات حقيقية، إلا أنه في الواقع لم يكن هناك سوى ثلاث فرق محدودة القوة كانت موجودة بالفعل في المنطقة.

### عملية الأفعى
كانت عملية الأفعى عملية صغيرة ضمن نطاق عمليات الحارس الشخصي، اقترحها كلارك وخطط لها من قبل قسم القوة (أ). كانت عمليات الخداع التي أجريت قبل اليوم دي تهدُف إلى تضليل المُخابرات الألمانية فيما يتعلق بمكان مونتغمري، فمن المُفترض أنه قائد ميداني معروف للغاية ووجوده خارج إنجلترا، سيُوحي إلى الألمان بعدم حدوث هجوم وشيك، لذا ظهر الممثل إم. كليفتون جيمس، الذي يحمل تشابهاً قوياً مع الجنرال مونتغمري، علانيةً في جبل طارق وشمال أفريقيا. كان الحُلفاء يأملون من وراء ذلك الإشارة إلى التحضير لغزو قادم من جهة البحر المتوسط. ومع ذلك فمن غير المعروف إذا كانت العملية قد أحدثت أثراً ملموساً، فطبقاً لأقوال الجنرالات الألمان الذين أُسروا، فإن المُخابرات الألمانية صدقت أن المُمثل هو مونتغمري فعلًا، في حين شككوا هم بدورهم في كون الأمر خُدعة.

## إنزال النورماندي

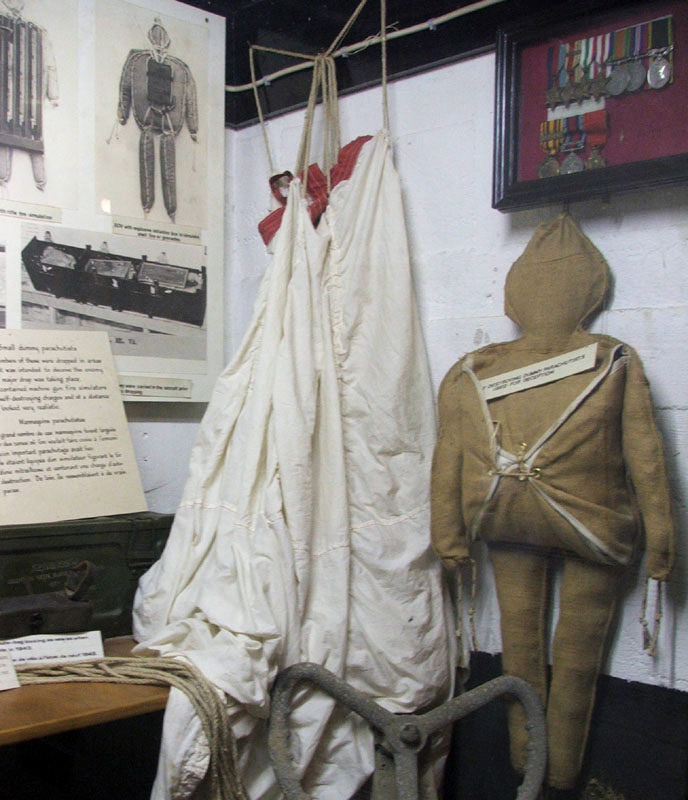
دمية مظلات بريطانية خلال معروضة الآن في متحف ميرفيل جون باتيري في فرنسا.

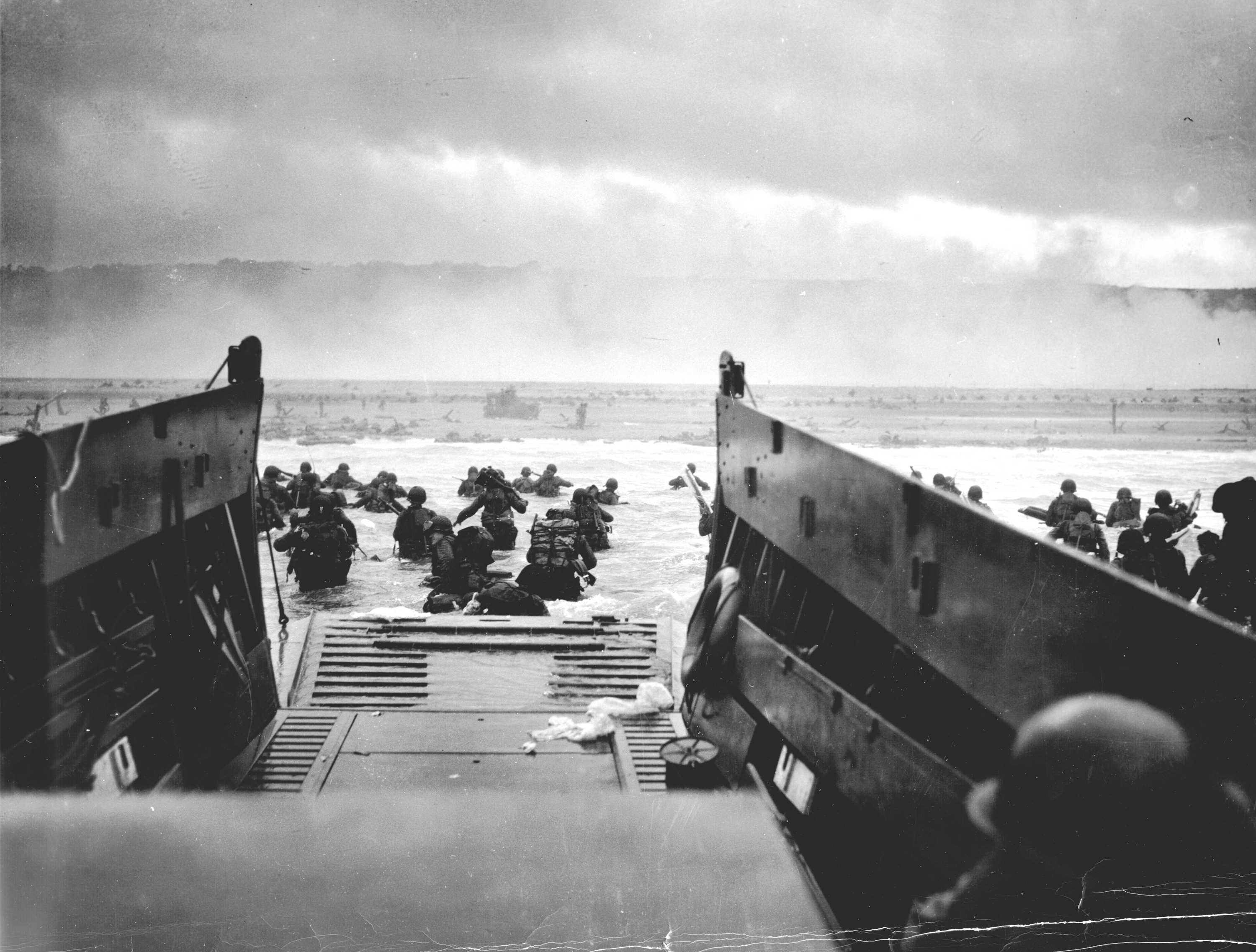
قوات جيش الولايات المتحدة على شاطئ أوماها خلال الإنزال يوم 6 يونيو 1944.

بدأ تنفيذ ملامح خطة الحارس الشخصي في العمل في 6 يونيو 1944 دعمًا لعملية نبتون، بالهجوم البرمائي على النورماندي. بحيث أجريت عمليات تضليل بحرية مُتقنة، وهي تاكسابل والوميض والطبل الكبير في القنال الإنجليزي.
حاكت السفن الصغيرة والطائرات أساطيل الغزو القابعة قُبالة ممر كاليه وكاب دانتيفير والجانب الغربي من قوة الغزو الحقيقية. في الوقت نفسه، شاركت القوات الجوية الملكية في عملية تيتانيك في إسقاط دُمى لمظليين وهميين في شرق وغرب مناطق إنزال النورماندي.
استطاع العميل المزدوج الإسباني، خوان بوخول غارثيا، المعروف باسمه المُستعار غاربو، الذي يعمل لصالح المُخابرات البريطانية ويحظى بمكانة عالية لدى الألمان، في نقل معلومات عن خطة الغزو للحُلفاء محذرًا بأن غزو النورماندي ليس مُزيفًا. ونقلت هذه المعلومات بناءً على طلب من القيادة العُليا البريطانية من أجل زيادة مصداقيته لدى الألمان وحدث في وقت فات فيه الأوان لتحصين نورماندي. عقب الإنزال في النورماندي، استخدمت بعض الخدع التكتيكية الصغيرة لإضافة المزيد من الارتباك. حيث أنشأت عملية برادايس (I - V) عددًا من المخارج التمويهية ومناطق تجمع وهمية حول شواطئ نورماندي لإبعاد الهجمات الألمانية.

## أساليب الخداع

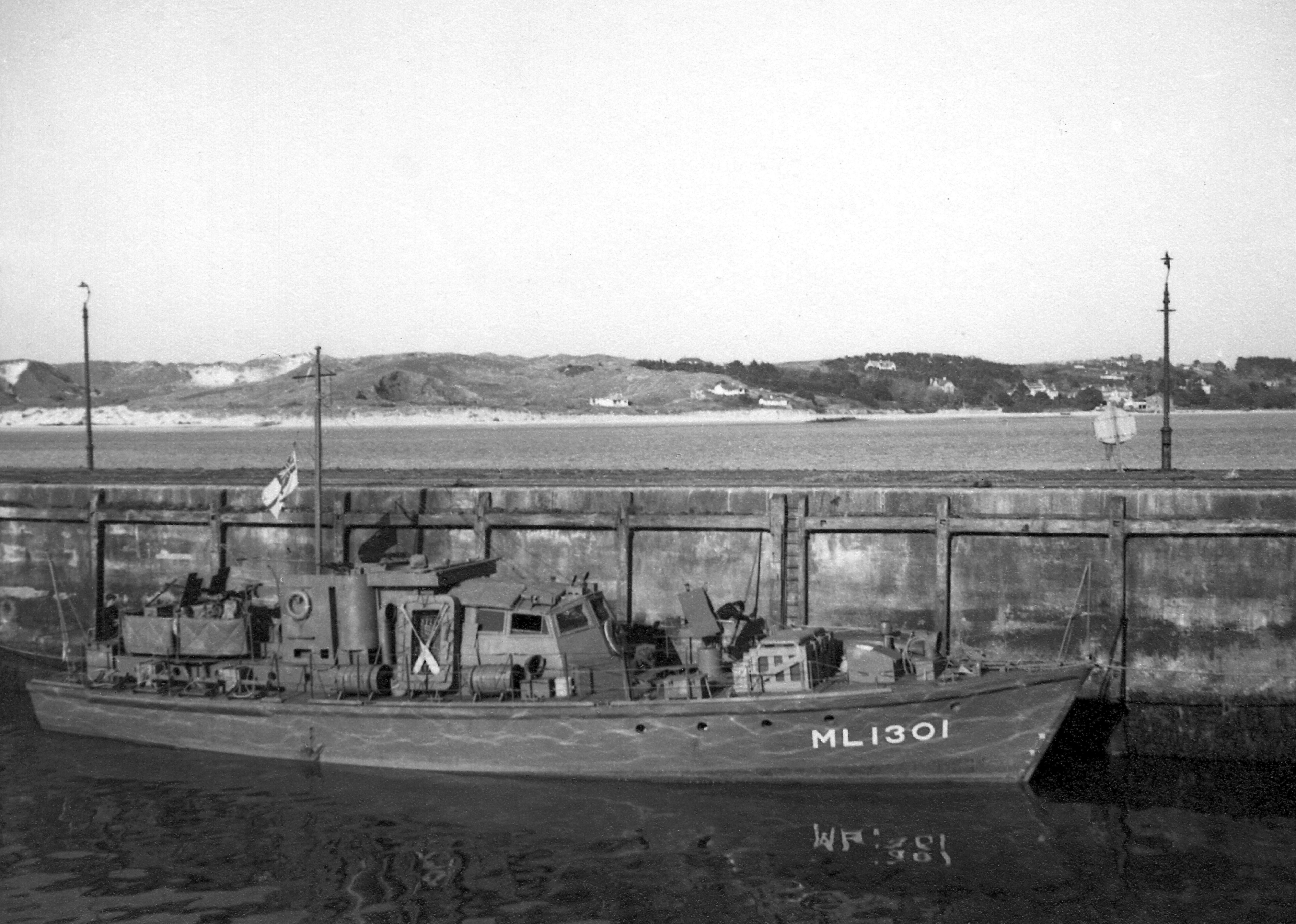
محرك تشغيل مرفأ الدفاع، مُماثل لذلك المُستخدم خلال عمليات خدع يوم د البحرية.

نفذت خطط خداع عملية الحارس الشخصي بعدة طرق، بما في ذلك استخدام العملاء المُزدوجين وحركة البث الإذاعي والخداع البصري. وبمجرد الانتهاء من التخطيط لكل مرحلة، كُلفت وُحدات للعمليات المتعددة بتنفيذ خطط التضليل. في بعض الحالات، تكونت وُحدات مُتخصصة لذلك الأمر، مثل القوة اّر وهي عبارة عن قسم عسكري بريطاني كان يستخدم معدات عسكرية وهمية للتضليل بأنه قوة غزو حقيقية، ولكن في بعض الحالات الأخرى، وقع التنفيذ على عاتق وُحدات عادية.

### الوسائل الخاصة

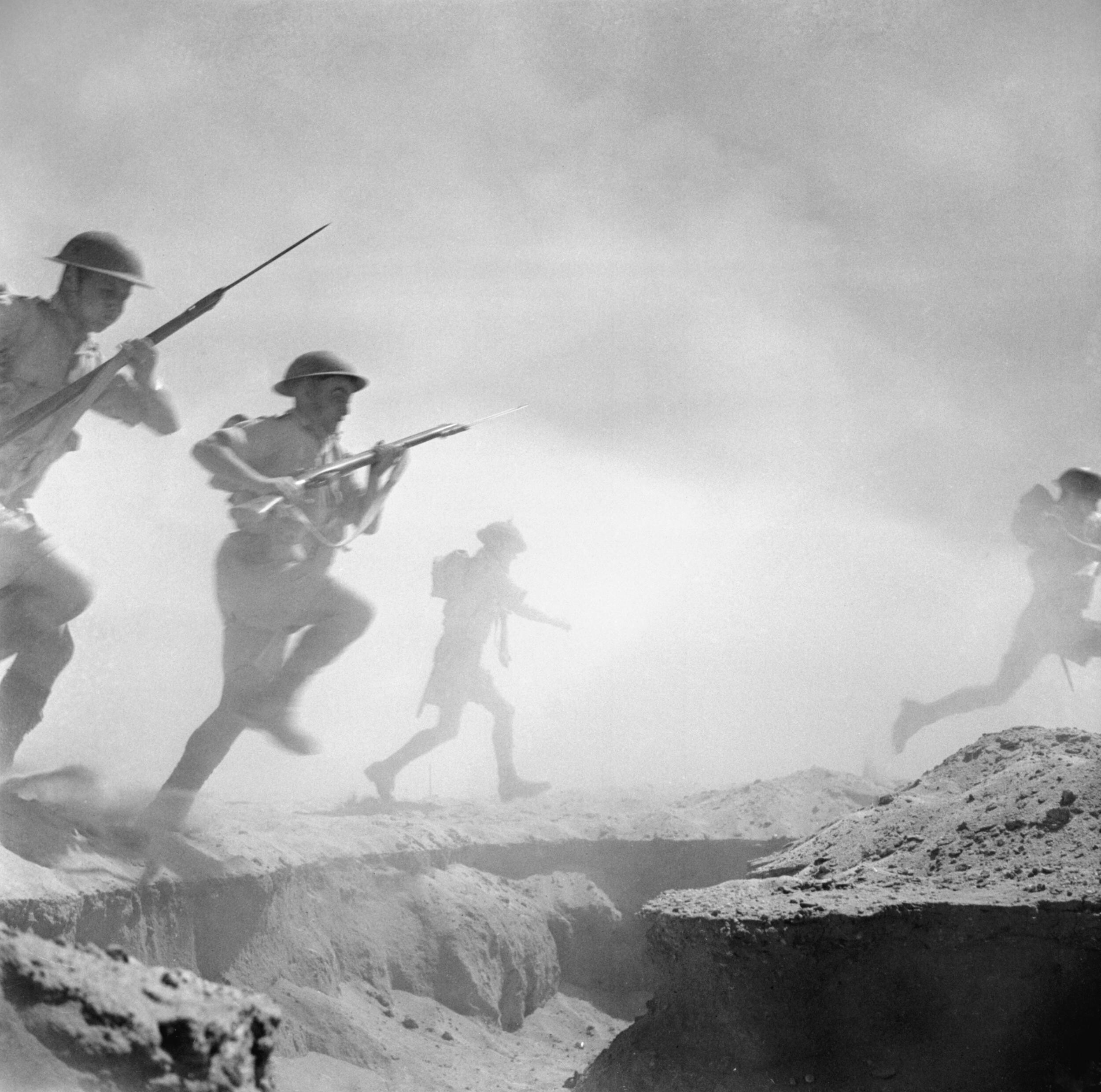
جنود أستراليون في ميدان معركة العلمين.

اقتصر جزء كبير من العمليات المُتعددة للحارس الشخصي على استخدام عُملاء مُزدوجين. فعندما أثبتت عملية مُكافحة التجسس المزدوج البريطانية نجاحًا كبيرًا منذ بداية الحرب، تمكن مكتب مُراقبة لندن من استخدام هؤلاء العُملاء لإرسال معلومات مُضللة بخصوص خطط غزو الحُلفاء.
وبالإضافة إلى ذلك، كانت معلومات الحُلفاء جيدة للغاية. حيث أكدت استخبارات الإشارات التابعة لعملية ألترا للمُخططين، عقب فك تشفير البث الإذاعي الألماني، أن القيادة العليا الألمانية صَدَّقت في خطط تضليل عملية الحارس الشخصي على أن العدو يحشد للمعركة.

### الخداع البصري
تطور أسلوب استخدام الدبابات الوهمية وغيرها من المعدات العسكرية خلال حملة شمال أفريقيا، خاصة في عملية بيرترام خلال هجوم العلمين. ولكن طبقًا لعملية الحارس الشخصي، فقد أبدى الحُلفاء اهتمامًا أقل من حيث الاعتماد على هذه الأشكال كأحد أساليب الخداع، وذلك بسبب الاعتقاد بأن القدرة الألمانية على الاستطلاع المُباشر لإنجلترا كان محدودًا. ومع ذلك، فقد صممت بعض المُعدات الزائفة، على وجه الخصوص مركبات الإنزال الوهمية التي خزنت في مناطق تعبئة مفترضة لمجموعة الجيش الأول الأمريكي الوهمي.

## الخلاصة
تُعتبر عملية الحارس الشخصي نجاحًا تكتيكيًّا، فقد أدت إلى تأخير الجيش الخامس عشر الألماني عند ممر كاليه لمدة سبعة أسابيع، مما سمح للحلفاء ببناء رأس جسر لهم، وفي النهاية انتصر الحلفاء في معركة النورماندي. وصف الجنرال عمر برادلي عملية الحارس الشخصي في مذكراته بأنها «أكبر خدعة في الحرب».
عزا ثاديوس هولت نجاح عملية الثبات في كتابه بعنوان المخادعون لعام 2004 إلى الإجراء التجريبي لعملية الشريط في عام 1943، وأن عملية الثبات عام 1944 لم تكن  لتسير بسلاسة كما حدث لو لم يقم قسم مُراقبة لندن وشركائه بتنفيذ عملية الشريط في العام السابق.